# Ruimtelijke concentratie
Ruimtelijke concentratie is de (relatieve) dichtheid in de ruimtelijke spreiding van verschijnselen. 
Bij de analyse van de ruimtelijke spreiding gaat het om dichtheid, vorm en strooiing. Bij strooiing gaat het om de mate van concentratie van verschijnselen in een bepaald gebied. Ruimtelijke concentratie als begrip wordt in tal van wetenschappen gebruikt, met name in de geografie, de economie, de sociologie en de planologie.

## Geografie en economie
Geografen en ruimtelijke economen houden zich onder andere bezig met de vraag onder welke omstandigheden ruimtelijke spreiding of concentratie van economische activiteiten plaatsvindt. De ruimtelijke concentratie van industriële bedrijven is voor een belangrijk deel afhankelijk van de locatiekeuze van ondernemers. Er bestaan verschillende theorieën over hoe locatiekeuze tot stand komt. Alfred Weber (1868-1958) baseerde zich op het streven van ondernemers naar een minimalisering  van de transportkosten, een zo optimaal mogelijk gebruik maken van de lokale en regionale verschillen in arbeidskosten en agglomeratievoordelen.
In de tweede helft van de 20e eeuw kwam er kritiek op de theoretische uitgangspunten van de (neo)klassieke locatietheorieën. Producenten en consumenten handelen in een steeds wisselende sociale, culturele en institutionele context. Er kwamen meer en meer bedrijven die minder gevoelig werden voor verschillen in transportkosten. Veranderingen in de organisatiestructuur van de bedrijvigheid maakten dat het belang van andere dan puur economische factoren groter werd. In de institutionele benadering is er veel aandacht voor de risico's bij de locatiekeuze van ondernemingen. Er worden transactiekosten gemaakt om de risico’s te minimaliseren. Het gaat dan om informatiekosten, onderhandelingskosten, kennisuitwisseling en het onderhouden van informele netwerken. Gebieden met een ruimtelijke concentratie van bedrijvigheid worden zo aantrekkelijk. De kosten van collectief aanwezige resources (infrastructuur, goed ontwikkelde arbeidsmarkt en toegang tot de informele netwerken) kunnen als het ware worden gedeeld. Het netwerk van informele informatie-uitwisseling is, ook in het digitale tijdperk, nog steeds afhankelijk van de directe persoonlijke communicatie (face-to-face contacten). Face-to-face contacten zijn erg ruimtegevoelig en worden doorgaans gerealiseerd in stedelijke centra.
De aanwezige ruimtelijke concentratie van economische activiteiten heeft vaak een vliegwieleffect. De Zweedse econoom Gunnar Myrdal ontwikkelde het principe van de cumulatieve causatie. De concentratie van bedrijvigheid leidt tot een groei van de lokale bevolking in een bepaald gebied. Door de aanwezigheid van een goede arbeids- en afzetmarkt ontstaan er mogelijkheden voor toeleveranciers en verzorgende bedrijven en instelling. Tegelijk zorgt de aanzuigende werking van de concentratiegebieden voor een nadelig positie van de perifere regio’s (backwash-effecten).

## Stadsgeografie en sociologie
Urbanisatie, het proces waarbij een steeds groter deel van de bevolking in stedelijke gebieden gaat wonen, is gedurende de laatste 3 eeuwen steeds sterker geworden. Deels wordt dit veroorzaakt door de groei van de stedelijke bevolking zelf, deels ook door de trek van het platteland naar de stad.
Binnen de stedelijke gebieden is sprake van een variatie in de ruimtelijke concentratie en bovendien is deze variatie aan veranderingen onderhevig. Dat is gerelateerd aan de dynamiek bij de belangrijkste stedelijke functies: productie, verzorging en wonen. Stijgende grondprijzen in het centrum van de stedelijke gebieden en wijzigingen in consumptie- en mobiliteitspatronen liggen ten grondslag aan het proces van ruimtelijke uitsortering waardoor elders ruimtelijke concentraties van gespecialiseerde functies ontstaan (bijvoorbeeld de Amsterdamse Zuidas). De nieuwe combinaties van activiteiten hebben weer een aanzuigende werking op kantoren, detailhandel en horeca (Schiphol als een ruimtelijk geconcentreerde werk- vervoers- en winkelstad).
Verschillen tussen bevolkingsgroepen op economisch, sociaal en cultureel vlak leiden tot ruimtelijke segregatie en dus tot ruimtelijke concentratie van stedelijke bewoners. Op stedelijk niveau is sprake van ruimtelijke segregatie, op buurtniveau van ruimtelijke concentratie. Zo ontstaan specifieke woonmilieus. Bekend zijn ook de ruimtelijke concentraties van achterstandsgroepen in grote metropolen (Bidonville, Favela, Shanty town)

## Planologie en Ruimtelijk Beleid
Ruimtelijke concentratie (en deconcentratie) is na de Tweede Wereldoorlog een belangrijk thema in het Nederlandse ruimtelijk beleid. In het algemeen was het beleid er op gericht te grote spreiding van de bevolking te voorkomen.
De Eerste Nota inzake de Ruimtelijke Ordening verscheen in 1960. Men probeerde de ruimtelijke congestie van bevolking en bedrijvigheid in het westen van Nederland te matigen zonder het belang van dit deel van Nederland voor de nationale economie uit het oog te verliezen. De ruimtelijke concentratie moest plaatsvinden in een ring rondom het Groene Hart. De nationale welvaart moest rechtvaardig gespreid worden.
In de Tweede Nota uit 1966 wilde men de aanhoudende agglomeratievorming tegen gaan: de gebundelde deconcentratie werd een belangrijke beleidsdoelstelling. De Tweede Nota poogde juist een tussenweg uit te stippelen tussen de spontaan optredende spreiding en het model van volledige concentratie in steden en overloopkernen. De uitkomst is de gebundelde deconcentratie. Dit beleid kreeg vorm door de aanwijzing van groeikernen in de Nota Volkshuisvesting van 1972. In de Verstedelijkingsnota van 1976 werd het financiële instrumentarium voor de groeikernen geregeld.
Tussen 1970 en 1980 kwam het groeikernenbeleid onder druk te staan. Doordat sociaal-economisch vitale bewoners de grote steden hadden verlaten, ontstonden er daar problemen. In de Structuurschets stedelijke gebieden (1983) werd het beleidsprincipe van de gebundelde deconcentratie verlaten en koos men voor de compacte stad. In 1988 verscheen de Vierde Nota waarin het compacte stad beleid werd uitgewerkt. De nieuwe verstedelijking moest plaatsvinden door middel van binnenstedelijke projecten en Vinex-locaties.
Met de Ontwerp Structuurvisie Infrastructuur en Ruimte (IenM 2011) werden de verdichtingambities van eerdere nota's niet voortgezet. Het compactestadbeleid op het nationale niveau werd losgelaten.